# Philippe Lacôte
Pour les articles homonymes, voir Lacôte.
 (mai 2019).
Si vous disposez d'ouvrages ou d'articles de référence ou si vous connaissez des sites web de qualité traitant du thème abordé ici, merci de compléter l'article en donnant les références utiles à sa vérifiabilité et en les liant à la section « Notes et références ».
Philippe Lacôte est un réalisateur et producteur de films documentaires et de fictions, franco-ivoirien.

## Biographie
Philippe Lacôte est né et a grandi à Abidjan. Après un passage au Lycée classique d'Abidjan, il fait ses études en Europe et obtient une maîtrise de linguistique à l'Université Toulouse II-Le Mirail.
De 1989 à 1992, il est reporter et chroniqueur à Radio FMR et réalise notamment une série de portraits sonores sur la chute du Mur de Berlin.Sa passion pour la radio le conduit à Radio France, où il sera assistant auprès du réalisateur Maurice Audran. Il co-réalise avec Laurent Gil, Pense à la mer et aux oiseaux, une fiction radiophonique de 50 minutes.
Par la suite, Philippe Lacôte se tourne vers le cinéma et commence comme projectionniste au cinéma "Le Cratère". Il occupera le rôle d'assistant à la programmation sous la direction de Michel Dédébat. Durant cette période, il initie un cycle de cinéma fantastique qui va devenir le rendez-vous des jeunes cinéphiles toulousains. C'est au sein de ce groupe que se constitue l'équipe de son premier court-métrage Somnambule, tourné en 16 mm noir et blanc.
En 1995, il réalise Le Passeur, un court-métrage en 35 mm noir et blanc avec l'acteur Denis Lavant, qui sera sélectionné au Festival International de Rotterdam.
À partir de 1998, il intègre la structure ATRIA à Paris, point de rencontre et escale technique pour de nombreux réalisateurs africains et du sud. Pendant deux années il est un collaborateur proche de la monteuse et responsable du lieu, Andrée Davanture. Il aura l'occasion de rencontrer des réalisateurs comme Rithy Panh, Souleymane Cissé, Abderrahmane Sissako, Tarik Teguia...
Après l'expérience d'Atria, Philippe Lacôte revient à la réalisation. En 2001, il co-réalise, avec Delphine Jaquet, Affaire Libinski, un court métrage en images fixes dans la lignée de La Jetée de Chris Marker produit par le GREC. Ce film sera présenté dans de nombreux festivals et sortira en première partie de programme en France, dans le cadre du RADI ( Réseau Alternatif De Diffusion) et de l'Agence du court-métrage.
La même année, Philippe Lacôte ressent la nécessité de renouer avec l'approche documentaire. Il part au Caire avec Delphine Jaquet, dans le cadre d'une résidence de la Ville de Neuchâtel. Là, ils font la connaissance de jeunes écrivains égyptiens, la génération "Ninety". En collaboration avec Waël Farouk et Hossam Abdallah, ils réalisent Cairo Hours, un portrait de la ville du Caire et de ses écrivains. Le film sera terminé et produit par Stéphane Jourdain (La huit Productions).
En 2002, Philippe Lacôte part en Côte d'Ivoire pour réaliser un film sur ses amis d'enfance. Il arrive à Abidjan le 15 septembre et, trois jours après, la rébellion éclate. Il filme son quartier, Wassakara, dans la banlieue populaire de Yopougon, durant les trois premières semaines du couvre-feu. Ce travail va durer cinq ans et donnera une œuvre originale de 52 minutes film à la frontière entre l'essai, le documentaire et le journal intime: Chroniques de guerre en Côte d’Ivoire, soutenu aussi par le GREC.
En 2003, il travaille à un premier long métrage de science-fiction Banshee, conte du temps immobile et du soleil de plomb, qu'il ne parviendra pas à financer. La même année, il participe à la création des structures de productions: Wassakara Productions à Abidjan et Banshee Films à Paris.
En 2004, il met en scène, avec Delphine Jaquet et Denis Lavant, Le Journal d'Andréï Tarkovski, une adaptation du journal du célèbre cinéaste russe, diffusée par France Culture et reprise à La Cinémathèque de Paris.
En 2010, il produit Burn it up Djassa, un film de Lonesome Solo, tourné en 11 jours dans la banlieue d'Abidjan, et qui sera présenté au Festival International de Toronto et à la Berlinale 2012 dans la section Panorama.
En 2013, il réalise un des six films de la collection African Metropolis, initiée par le producteur sud-africain Steven Markovitz et le Goethe Institut. To Repel Ghost est une fiction autour du voyage méconnu du peintre new-yorkais Jean-Michel Basquiat en Côte d'Ivoire.
En 2014, son premier long-métrage de fiction RUN, premier prix du Jerusalem Film Lab, fait partie des quinze projets retenus par la Cinéfondation du Festival de Cannes, ouvrant là une occasion de confirmer son talent de cinéaste. Ce film de 102 minutes est tourné en Côte d’Ivoire et Burkina Faso ; dans la lignée de Chroniques de guerre en Côte d’Ivoire, se nourrissant de l'actualité et la crise qui a secoué son pays, RUN est à la jonction de ces deux regards - fiction et réel - qui traversent le travail de Philippe Lacôte. Le film est sélectionné au 67e Festival de Cannes, dans la section Un certain regard.

### Distinctions
En 2021, il est sélectionné comme membre du jury de la section Compétition internationale du 74e Festival du Film de Locarno qui s'est tenu du 4 au 14 août.

## Filmographie
- 1993 : Somnambule (fiction, 16 mm, 14 min)
- 2001 : Affaire Libinski (fiction, 35 mm, 13 min)
- 2003 : Cairo Hours (documentaire, vidéo, 13 min)
- 2004 : Le Passeur (fiction, 35 mm, 17 min) – Festival de Rotterdam
- 2008 : Chroniques de guerre en Côte d'Ivoire (documentaire, vidéo, 50 min)
- 2009 : Boul Fallé, la Voie de la lutte (documentaire, HD, 71 min) de Rama Thiaw – producteur
- 2010 : Le Carton (fiction, HD, 23 min) d'Adama Sallé – producteur
- 2012 : Le djassa a pris feu (fiction, HD, 70 min) de Lonesome Solo – producteur ; Festivals de Toronto, Berlin ; Panorama, Göteborg, New Directors/New Films
- 2013 : To Repel Ghosts (fiction, HD, 20 min, collection African Metropolis) – Festivals de Toronto, Durban, Seattle
- 2014 : Run (fiction, 2K, 102 min) – Festival de Cannes en sélection Un Certain Regard
- 2020 : La Nuit des rois – Mostra de Venise en sélection Orizzonti, Festival international du film de Toronto
- 2024 : Killer Heat

## Distinction
- Festival du film francophone d'Angoulême 2021 : Valois de la mise en scène pour La Nuit des rois[5]